# دقيق البلورات

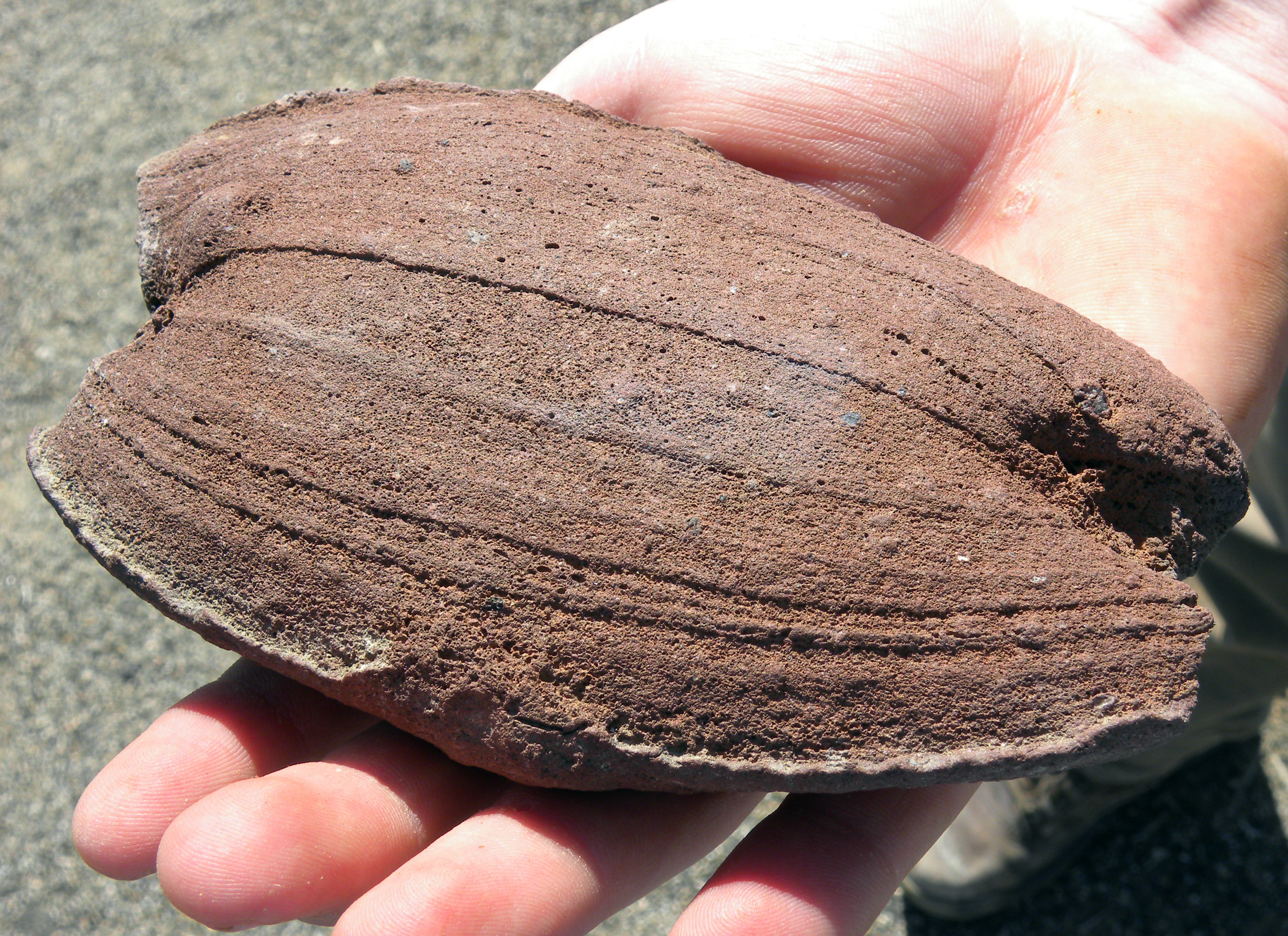
قنبلة بركانية دقيقة البلورات

دقيق البلورات (1) هو وصف يستخدم في علم الصخور والجيولوجيا عندما تكون البلورات ناعمة ودقيقة في نوع محدد من الصخور النارية ويصعب فصلها عن بعضها بالعين المجردة. يسمى هذا النوع من الصخر أيضاً أفانيت، وذلك من الإغريقية αφανης بمعنى «غير مرئي». 
يعود قوام ذلك النسيج الصخري إلى عملية التبرّد السريعة التي حصلت في البيئات البركانية أو تجت البركانية؛ وهو يختلف عن الزجاج البركاني؛ إذ أن الأخير مادة لابلورية.